# Xystrocera frontalis
Xystrocera frontalis es una especie de escarabajo longicornio del género Xystrocera, categorizada en la tribu Xystrocerini, de la subfamilia Cerambycinae. Fue descrita por Thomson en 1858.

## Descripción
Mide 12-25 mm de longitud.

## Distribución
Se distribuye por Angola, Benín, Camerún, Costa de Marfil, Gabón, Guinea Ecuatorial, Nigeria, República Centroafricana, República Democrática del Congo, Togo y Zambia.